# Fabiana Udenio
Fabiana Udenio est une actrice italo-argentine, née le 21 décembre 1964 à Buenos Aires (Argentine).

## Filmographie

### Au cinéma
| Année | Film                                                             | Rôle                 | Réalisateur        |
| ----- | ---------------------------------------------------------------- | -------------------- | ------------------ |
| 1978  | Deux Heures de colle pour un baiser (Leidenschaftliche Blümchen) | Gina                 | André Farwagi      |
| 1983  | La Pourpre et le Noir                                            | Guila Lombardo       | Jerry London       |
| 1986  | Les Bronzés en délire (Hardbodies 2)                             | Cleo / Princess      | Mark Griffiths     |
| 1987  | Prof d'enfer pour un été (Summer School)                         | Anna-Maria Mazarelli | Carl Reiner        |
| 1990  | RoboCop 2                                                        | Sunblock 5000 Woman  | Irvin Kershner     |
| 1990  | The Knife and Gun Club                                           | Teresa Imperato      | Eric Laneuville    |
| 1990  | Re-Animator 2                                                    | Francesca Danelli    | Brian Yuzna        |
| 1991  | Immunité diplomatique                                            | Teresa Escobal       | Peter Maris        |
| 1992  | Anni 90                                                          | Daniela              | Enrico Oldoini     |
| 1993  | Journey to the Center of the Earth                               | Sandra Miller        | William Dear       |
| 1994  | En avant, les recrues !                                          | Gabriella            | Daniel Petrie Jr.  |
| 1997  | Austin Powers                                                    | Delta de Fagin       | Jay Roach          |
| 1998  | The Godson (en)                                                  | Don Na               | Bob Hoge           |
| 2001  | Slamned                                                          | Natasha              | Brian Thomas Jones |
| 2001  | Un mariage trop parfait                                          | Anna Bosco           | Adam Shankman      |

### Série télévisée
| Année | Série                                          | Rôle               | Saison(s) | Épisode(s) | Titre Épisode                                        |
| ----- | ---------------------------------------------- | ------------------ | --------- | ---------- | ---------------------------------------------------- |
| 1987  | La Fête à la maison                            | Adrianna           | 01        | 06         | Pauvre papa                                          |
| 1989  | Femmes d'affaires et Dames de cœur             | Stripper           | 03        | 18         | ?                                                    |
| 1989  | Cheers                                         | Maria              | 07        | 22         | The Visiting Lecher (VO)                             |
| 1989  | The Hogan Family                               | Chiara             | 04        | 21         | Coming to America (VO)                               |
| 1990  | Code Quantum                                   | Eva Panzini        | 02        | 19         | Un saut sans filet                                   |
| 1990  | Freddy, le cauchemar de vos nuits              | Fabiana McFain     | 02        | 17         | Interior Loft-Later (VO)                             |
| 1990  | The Fanelli Boys (en)                          | Isabella Palladino | 01        | 08 12      | A Very Fanelli Christmas (VO) Father Smoke (VO)      |
| 1991  | Lenny (en)                                     | Agility Tortorici  | 01        | 13         | Family Matters (VO)                                  |
| 1991  | Top of the Heap (en)                           | Claudia            | 01        | 07         | Mona by Moonlight (VO)                               |
| 1991  | Morton & Hayes (en)                            | French Maid        | 01        | 06         | Home Buddies (VO)                                    |
| 1993  | Alerte à Malibu                                | Lena Fiori         | 03        | 18         | Coup dur (2e partie)                                 |
| 1994  | Walker, Texas Ranger                           | Maria Alcantar     | 02        | 14         | Touche pas au gringo                                 |
| 1994  | Le Rebelle                                     | Camilla            | 03        | 06         | En passant par la Nouvelle-Orléans                   |
| 1994  | Hearts Afire (en)                              | Natasha Francis    | 03        | 07         | Born to Dance (VO)                                   |
| 1995  | NYPD Blues                                     | Ramona Costello    | 02        | 09         | New York, quatre heures du matin                     |
| 1995  | Pointman (en)                                  | Rita               | 01        | 05         | Models (VO)                                          |
| 1995  | Platypus Man (en)                              | Luciana            | 01        | 06         | New York on 2,000 $ a Day                            |
| 1995  | Wings                                          | Teresa             | 06        | 24         | Et Tu, Antonio? (VO)                                 |
| 1996  | Caroline in the City                           | Donna              | 01        | 11         | Caroline et le cadeau                                |
| 1996  | The John Larroquette Show                      | Paulina Bishop     | 03        | 16         | Some Call Them Beasts (VO)                           |
| 1996  | Dingue de toi                                  | Sophia             | 04        | 11 15      | Mal au dos Personne ne m'aime                        |
| 1997  | The Big Easy                                   | ????               | 01        | 20         | Vamps Like Us (VO)                                   |
| 1997  | Life with Roger (en)                           | Cindy              | 01        | 15         | The New Boyfriend (VO)                               |
| 1997  | Chicago Sons                                   | Gabriella          | 01        | 11         | Beauty and the Butt                                  |
| 1998  | Night Man                                      | Rachel Lang        | 01        | 17         | Chrome II                                            |
| 1998  | Babylon 5                                      | Adira Tyree        | 01 / 05   | 05 08      | Le Dossier pourpre Le jour des morts                 |
| 1998  | Air America                                    | Fabiana Udena      | 01        | 23 24      | Le sous-marin qui venait du froid Criminel de guerre |
| 1999  | Susan ! (en)                                   | ????               | 03        | 12         | Réceptionniste de Lukaro                             |
| 1999  | Amazon                                         | Pia Claire         | 01        | Tous (23)  | (voir liste)                                         |
| 1999  | Mortal Kombat: Conquest                        | Empress Kreeya     | 01        | 16 18 20   | Kriya L’Armée des reptiles Passation de pouvoirs     |
| 1999  | Les Sept Mercenaires                           | Inez Rocios        | 02        | 02 03 07   | Accusé à tort Amour et Honneur Accusé volontaire     |
| 2000  | Tequila et Bonetti                             | Monica Sasso       | 01        | 08         | Un super chien                                       |
| 2001  | FreakyLinks                                    | Stasilena          | 01        | 07         | Le cercle                                            |
| 2003  | Shérifs à Los Angeles (10-8: Officers on Duty) | Judy               | 01        | 10         | The Wild Bunch (VO)                                  |
| 2004  | Clubhouse                                      | Isabel             | 01        | 03         | Chin Music (VO)                                      |
| 2005  | Zoé                                            | Monique            | 02        | 04         | La maison hantée                                     |
| 2008  | Les Experts : Miami                            | Amanda Ravaro      | 06        | 14         | You May Now Kill the Bride (VO)                      |
| 2023  | FUBAR                                          | Tally Brunner      | 01        | tous (8)   |                                                      |